# Kit Whitfield
Kit Whitfield is een Britse schrijfster van korte verhalen en non-fictieboeken. Ze groeide op in Londen en studeerde aan de Universiteit van East Anglia, en werkte vervolgens als masseur, webredacteur en als uitgever.
In 2006 gaf ze haar eerste roman uit, De uitzonderlijke belevenissen van Lola Galley, een fictie thriller, over weerwolven, dat uiteindelijk gaat over een minderheid die recht spreekt over een meerderheid. In het najaar van 2006 werd dit boek uitgebreid onder de aandacht gebracht met een buzzcampagne. 